# Oued Chaaba
Oued Chaaba là một thị trấn thuộc tỉnh Batna, Algérie. Dân số thời điểm năm 2002 là 5.835 người.